# Логор Рабић
Логор Рабић је основан 26. априла 1992. у бившем складишту ЈНА, општина Дервента. 

## Оснивање логора
За формирање логора била је задужена 103. бригада ХВО под заповједништвом Мајић Златка званог „Словенац“. У логору је настављено злостављање жртава, које су највећим дијелом боравиле у логору Дом ЈНА у Дервенти. Први заробљеници су били становници села Чардак, општина Дервента. Број логораша се кретао од 26 до 120. Управник логора је био Нихад Хамзић-Фриц.

## Однос према заробљеницима
Однос према заробљеницима је био крајње нехуман о чему свједоче бројне изјаве преживјелих.

## Методе злостављања
Уобичајене методе злостављања:
- наношење тешких физичких повреда[3]
- боравак у неусловној просторији великог броја затвореника,
- психичка понижења,
- извођење на лажна стријељања[4],
- ускраћивање хране и пића, лоша хигијена и појава вашки,

Специфичне методе злостављања:
- мучење усијаном жицом при чему су паљене руке, ноге, леђа и рамена[5],
- присиљавање логораша да се међусобно шамарају[6],
- присиљавање логораша да лиже чизме и брише прашину устима[6]
- мучење електро шоковима у предјелу препона[7]